# Горячев, Марк Леонидович
Марк Леони́дович Горячев (6 апреля 1954, Ленинград, СССР — 4 марта 1997, Озерки, Ленинградская область, Россия) — советский, российский бизнесмен и политик, депутат Государственной Думы I созыва.

## Биография
Марк Горячев родился 6 апреля 1954 года в Ленинграде в семье известного в городе педагога, учителя русского языка и литературы Леонида Ефимовича Гликмана (у которого учился, в частности, Сергей Миронов) и учительницы французского Тамары Ивановны Горячевой. Окончил музыкальное училище по классу гитары, после чего работал преподавателем в музыкальной школе. В 1972—1974 годах служил в армии.
До 33 лет работал настройщиком роялей, а в 1987 году организовал кооператив по их изготовлению (с 1989 по 1990 год — малое предприятие «Мастерская Горячева»). 
Затем делал вложения в Ленинградский завод художественного стекла, занимался производством изделий из хрусталя и бронзы, люстр, мебели. С 1992 года — президент концерна «Горячев».
С 1991 года выступал в качестве инвестора журнала «Русская виза», созданного выходцами из «Огонька», и одноимённого телевизионного дайджеста, в выпусках которых неоднократно принимал участие.
В мае 1992 года встречался с папой римским Иоанном Павлом II. Одним из первых в Санкт-Петербурге купил автомобиль «феррари».
В 1993 году был избран депутатом Государственной думы по избирательному округу № 213 в Санкт-Петербурге (хотя баллотировался не только как одномандатник, но и по списку «Гражданского союза»). Входил в состав фракции ПРЕС, был членом комитета по собственности, приватизации и хозяйственной деятельности. В июне 1993 года наряду с четырьмя другими российскими бизнесменами принимал участие в подкомитете международного развития финансовой деятельности конгресса США. В том же году окончил Школу международного бизнеса при МГИМО.
В январе 1994 года отметился дракой с Владимиром Жириновским в думской столовой.
В мае вступил в Российский христианско-демократический союз, но вскоре вышел из него.
К выборам в законодательное собрание Санкт-Петербурга в 1994 году создал вместе с литератором Андреем Черновым, работавшим в «Русской визе», блок «Движение народной консолидации Санкт-Петербурга» (ДНК). Блок выдвинул 23 кандидатов (из 25 возможных), вёл масштабную избирательную кампанию и провёл в заксобрание двух кандидатов: экономиста Алексей Левашёва (впоследствии столкнулся с уголовным преследованием) и ветерана войны в Афганистане Игоря Высоцкого (позже неоднократно переизбирался в заксобрание и вступил в «Единую Россию»).
Вместе с Андреем Макаревичем ездил в Ливерпуль для съёмок фильма о «Битлз», а также был гостем в телепередаче Макаревича «Смак». Поддерживал газету «Московские новости» и оплатил 15 тысяч подписок на неё для малоимущих.
В 1995 году Горячев принимал участие в выборах Государственной думы второго созыва, но выборы проиграл.
Известны были проблемы Горячева с выплатой долгов. В 1992 году он взял у петербургского банка кредит под залог двух антикварных роялей, однако расплатиться не смог, а стоимость роялей оказалась существенно ниже предполагавшейся. В 1993 году Горячев получил 20 процентов акций завода по производству телевизоров «Радуга», но инвестиционную программу выполнить не сумел, взял у московского банка кредит под залог имущества завода и не вернул его в срок.
По состоянию на 1997 год числился советником председателя Госкомимущества Альфреда Коха.
Имел троих детей (Кирилл, Катя, Женя), жена занималась домашним хозяйством.

## Обстоятельства гибели
4 марта 1997 года Горячев был похищен у Торжковского рынка в Петербурге. Сообщалось, что трое молодых людей подошли к автомобилю Горячева, вытащили его из машины, пересадили в белые «жигули» и увезли его в неизвестном направлении.
В течение многих лет никаких сведений о дальнейшем местонахождении Горячева не поступало. Первоначально следствие рассматривало версии как о похищении, так и о том, что собственную пропажу предприниматель инсценировал. Вероятной причиной исчезновения Горячева в любом случае называли накопленные им крупные долги.
10 февраля 2023 года стало известно, что об обстоятельствах смерти Горячева рассказал следователям Николай Поляков, 24 января задержанный по подозрению в причастности к совершённому в 1995 году убийству одного члена преступной группировки по заказу другого — Дмитрия Скворцова. В 1990-е годы Поляков работал водителем и помощником Владимира Кулибабы, которого называли заместителем криминального авторитета Кости Могилы. Доверенные лица последнего имели доли в бизнес-проектах Горячева.
По словам Полякова, похищение Горячева было поручено Валерию и Дмитрию Барладянам. Они силой усадили бизнесмена в бронированный «мерседес» (а не «жигули») Кулибабы, за рулём которого был Поляков, и вывезли Горячева на дачу Кулибабы в Озерках. Там, рассказал Поляков, в помещении бани Кулибаба и Скворцов убили (предположительно, задушили) Горячева, после чего труп был расчленен при помощи электрической сабельной пилы. Останки убитого они поручили Полякову и другому помощнику — Кириллу Суслину — затопить в Финском заливе, что те и сделали. Информацию о причастности Кулибабы и Скворцова к убийству Горячева подтвердили в Следственном комитете и МВД России.
Предполагаемый убийца Горячева Кулибаба в 2012 году был оправдан присяжными по делу о совершённом в 2008 году убийстве, а в 2021-м его снова арестовали по обвинению в убийстве 1993 года. Скворцов, позже поступивший на службу в МВД и дослужившийся до помощника замминистра внутренних дел Александра Романова, незадолго до ареста Кулибабы скрылся за границей; в декабре 2022 года он был заочно арестован по обвинению в трёх других убийствах и двух покушениях. Кирилл Суслин к моменту признания Полякова был уже мёртв, братья Барладяны пропали без вести.